# 1996年夏季残疾人奥林匹克运动会突尼斯代表团
1996年夏季残疾人奥林匹克运动会突尼斯代表团是突尼斯派出的1996年夏季残疾人奥林匹克运动会代表团。获得2枚银牌。